# Dieter Reichardt
Dieter Reichardt (* 23. März 1938 in Bechstedtstraß) ist ein deutscher Romanist.

## Leben
Ab 1958 studierte er Romanistik und Germanistik an der Universität Hamburg. 1959/1960 absolvierte er einen Curso de Hispanística para extranjeros an der Universität Barcelona. Von 1963 bis 1965 war er Hilfsassistent am Ibero-amerikanischen Forschungsinstitut der Universität Hamburg. Von 1965 bis 1971 war er wissenschaftlicher Referent am Institut für Iberoamerika-Kunde Hamburg. Nach der Promotion 1969 hatte er von 1973 bis 1974 Forschungsaufenthalt in Argentinien. Von 1974 bis 1975 war er Lehrbeauftragter an der Universität Bremen für spanische Literatur und Sprache. Von 1975 bis 1983 war er wissenschaftlicher Assistent am Ibero-amerikanischen Forschungsinstitut der Universität Hamburg. 1983/1984 vertrat er eine wissenschaftliche Oberratsstelle an der Universität Mannheim für Hispanistik. Von 1983 bis zum Ruhestand 2003 lehrte als Professor (C2) am Ibero-amerikanischen Forschungsinstitut der Universität Hamburg. 1987 und 1990 hatte er  Kurzzeitdozenturen in Cosenza und Concepción (Chile) 1990.
Seine Hauptarbeitsgebiete sind spanische Literatur mit Schwerpunkten im 16. und 17. Jahrhundert und hispanoamerikanische Literatur des 19. und 20. Jahrhunderts mit Schwerpunkten der La-Plata-Staaten sowie Chile, Kolumbien, Kuba. Ein weiteres Arbeitsgebiet ist die Rezeption der lateinamerikanischen Literatur in Deutschland. Eine erste Gesamtübersicht veröffentlichte er 1965. Den Literaturpreis der Deutschen Ibero-Amerika-Stiftung erhielt er für die umfangreiche Überarbeitung von 1972. Aus dieser ist das von Reichardt herausgegebene Autorenlexikon Lateinamerika (1992) hervorgegangen, das dem Kriterium der vielseitig überprüften Relevanz in den einzelnen Ländern verpflichtet ist. Die Rezeptionsforschung bildete auch die Grundlage seiner 1970 veröffentlichten Dissertation, in der nicht nur die Struktur der Texte in der (spanischen) Ausgangs- und (deutschen) Zielsprache berücksichtigt wurden, sondern in der auch die Mittlerfunktion einer weiteren Sprache, der französischen, untersucht wurde. Ein Spezialgebiet Reichardts bildet der argentinische Tango, im Besonderen seine Texte, als Ausprägung einer soziopolitisch intendierten und diffamierten Populärkultur. In seiner weiteren Forschungstätigkeit  befasste sich Reichardt mit der lateinamerikanischen Avantgarde, wobei er auch Personen (Nicolás Olivari, Omar Viñole) und Strömungen (kolumbianischer Nadaísmo) berücksichtigte, die vom kulturellen Establishment ausgeklammert wurden. Die persönlichen Erfahrungen und Bekanntschaften mit und in der Welt seiner Arbeitsgebiete sind Gegenstand der romanhaft gestalteten „Zaunkönig“-Biographie (2015).

## Schriften (Auswahl)
- Schöne Literatur lateinamerikanischer Autoren. Eine Übersicht der deutschen Übersetzungen mit biographischen Angaben. Hamburg 1965.
- Von Quevedos „Buscón“ zum deutschen „Avanturier“. Bonn 1970, ISBN 3-416-00676-3.
- Lateinamerikanische Autoren. Literaturlexikon und Bibliographie der deutschen Übersetzungen. Tübingen 1972, ISBN 3-7711-0152-2.
- Bestandsaufnahme der Rezeption lateinamerikanischer Literatur in den Ländern deutscher Sprache. In: Zeitschrift für Kulturaustausch, 27. Jg. 1977/1. Vj., S. 64–69.
- Tango. Verweigerung und Trauer. Kontexte und Texte. Frankfurt am Main 1981, ISBN 3-921600-10-3.
- Pornographie? Sehnsucht nach gestern? Was hinter einem Boom steckt: Der Tango und sein Zerrbild in der deutschen Presse. In: Ballett. Zürich 1984, S. 24–28.
- [Zus. mit Carlos García] Las Vanguardias literarias en Argentina, Uruguay y Paraguay. Bibliografía y antología crítica. Madrid 2004. ISBN 84-8489-111-9
- Zaunkönig. Biographischer Roman. Heeslingen 2015. ISBN 978-3-942594-86-8
- Zaunkönigs Argentinien 1973–1987. Heeslingen 2015, ISBN 3-942594-91-9.